# Dicaeidae
Dicaeidae é uma família de aves da ordem Passeriformes. A família está distribuída do sul da Ásia ao sul e leste até as Filipinas, Indonésia, Nova Guiné e ilhas adjacentes e Austrália.

## Nomenclatura e taxonomia
Dicaenidae foi tratada como uma tribo, Dicaenini, da subfamília Nectariniinae (Nectariniidae) na taxonomia de Sibley & Ahlquist. Apesar da condição de grupo-irmão entre Dicaeidae e Nectariniidae ser corroborada tanto pela hibridização DNA-DNA quanto por estudos moleculares de sequenciamento do DNA, alguns gêneros previamente considerados relacionados, como o Promerops e Melanocharis, não foram considerados aparentados pelos estudos posteriores.